# Roberto Cofresí
Roberto Cofresí Ramírez de Arellano (17 de junho de 1791 – 29 de março de 1825), mais conhecido como El Pirata Cofresí, foi um pirata de Porto Rico.

## Vida
Ele nasceu em uma família nobre, mas as dificuldades políticas e econômicas enfrentadas pela ilha como colônia do Império Espanhol durante as guerras de independência da América Latina significava que sua família era pobre. Cofresí trabalhou no mar desde muito jovem, o que o familiarizou com a geografia da região, mas com um modesto salário, acabou por decidir abandonar a vida de marinheiro e tornar-se pirata. Ele tinha ligações anteriores com atividades criminosas terrestres, mas o motivo da mudança de vocação de Cofresí é desconhecido; historiadores especulam que ele pode ter trabalhado como corsário a bordo do El Scipión, navio de propriedade de um de seus primos.
No auge de sua carreira, Cofresí escapou da captura por navios da Espanha, Grã-Colômbia, Reino Unido, Dinamarca, França e Estados Unidos. Ele comandou vários navios de pequeno calado, o mais conhecido um veloz saveiro de seis canhões chamado Anne, e ele tinha preferência por velocidade e manobrabilidade em vez de poder de fogo. Ele os equipava com equipes pequenas e rotativas cujos documentos mais contemporâneos numeravam de 10 a 20. Ele preferia ultrapassar seus perseguidores, mas sua flotilha enfrentou o Esquadrão das Índias Ocidentais duas vezes, atacando as escunas USS Grampus e USS Beagle. A maioria dos membros da tripulação foi recrutada localmente, embora ocasionalmente se juntassem a eles homens de outras Antilhas, América Central e Europa. Ele nunca confessou o assassinato, mas supostamente se gabou de seus crimes, e 300 a 400 pessoas morreram como resultado de sua pilhagem, a maioria estrangeiros.
Cofresí foi demais para as autoridades locais, que aceitaram ajuda internacional para capturar o pirata; A Espanha criou uma aliança com o Esquadrão das Índias Ocidentais e o governo dinamarquês de Saint Thomas. Em 5 de março de 1825, a aliança armou uma armadilha que forçou Anne a uma batalha naval. Após 45 minutos, Cofresí abandonou o navio e escapou por terra; ele foi reconhecido por um morador que o emboscou e o feriu. Cofresí foi capturado e preso, fazendo uma última tentativa malsucedida de fuga ao tentar subornar um funcionário com parte de um esconderijo escondido. Os piratas foram enviados para San Juan, Porto Rico, onde um breve tribunal militar os considerou culpados e os condenou à morte. Em 29 de março de 1825, Cofresí e a maior parte de sua tripulação foram executados por um pelotão de fuzilamento.

Ele inspirou histórias e mitos após sua morte, enfatizando a filosofia de "roubar dos ricos, dar aos pobres" semelhante a Robin Hood, que se associou a ele. Este retrato tornou-se uma lenda, comumente aceita como fato em Porto Rico e em todas as Índias Ocidentais. Alguns deles afirmam que o Cofresí se tornou parte do movimento de independência de Porto Rico e outras iniciativas secessionistas, incluindo a campanha de Simón Bolívar contra a Espanha. Relatos históricos e míticos de sua vida inspiraram canções, poemas, peças de teatro, livros e filmes. Em Porto Rico, cavernas, praias e outros supostos esconderijos ou locais de tesouros enterrados receberam o nome de Cofresí, e uma cidade turística recebeu seu nome perto de Puerto Plata.na República Dominicana.